# Пиоро, Сергей Владиславович
Серге́й Владисла́вович Пио́ро (род. 14 февраля 1972, Свердловск, РСФСР, СССР) — советский и российский актёр театра и кино. Известен по роли баллиста-трасолога и капитана полиции Игоря Владиславовича Шустова в телесериале «След», а также ректора университета Павла Владимировича Зуева в сериалах «Универ. Новая общага», «Универ. 10 лет спустя», «Универ. 13 лет спустя» и «Универ.Молодые».

## Биография
Родился 14 февраля 1972 года в Свердловске (ныне Екатеринбург). Имеет белорусские корни.

В 1995 году окончил Екатеринбургский театральный институт (курс Н. Мильченко), с 1996 года — актёр театра «Красный факел».

В 2000—2003 гг. работал на Новосибирском телевидении руководителем и ведущим программы «Утренний кофе».

В 2007 году переехал в Москву и начал сниматься в кино.

## Личная жизнь
В 2006 году женился на актрисе Елене Головизиной, в 2009 году родился сын Арсений.

## Творчество

### Театральные работы
| - «Время и комната» — человек без часов - «Зойкина квартира» — Абольянинов - «Ревизор» — Христиан Иванович Гибнер - «Сон в летнюю ночь» — Лизандр - «Ивонна, принцесса Бургундская» — Валентин - «Жизнь победила смерть» — главный - «Три сестры» — Андрей - «Последняя любовь дон Жуана» — дон Жуан - «Утиная охота» — официант - «Любовь, любовь, любовь» — Григорий Степанович Смирнов - «Муж на час» — директор фирмы "Муж на час" | - «Амадеус» — Иосиф II - «Андорра» — некто - «Мизери» — Пол Шелдон - «Лес» — Несчастливцев - «Тартюф» — Лоран / господин Лояль - «Кабала святош» — маркиз де Орсиньи - «Ричард III» — Бекингем - «А этот выпал из гнезда» — вождь Бромден - «Только для женщин» |

### Фильмография
| - 1991 — Группа риска — грузчик-мафиози - 1992 — Постскриптум - 1993 — Сыскное бюро «Феликс» — Саня, сотрудник бюро - 2006 — Всё смешалось в доме... — Иван Бобов - 2007 — Любовь как любовь — Жан Карамазофф - 2007 — Грехи наши — доктор - 2007 — н.в. — След — Игорь Шустов, баллистик-трасолог, капитан полиции - 2008 — Одна ночь любви — Степан - 2008—2009 — Рыжая — издатель - 2008—2011 — Обручальное кольцо — Борис Дмитриевич Рычков - 2009 — Котовский — Стоматов - 2009 — Победный ветер, ясный день — меценат Андрей Морозов - 2009 — Телохранитель 2 — сбитый лётчик - 2010 — Застывшие депеши — Александр Иванович, агент спецслужб, муж Марго - 2010 — Люблю 9 марта! — Дмитрий Быстров - 2010 — Садовник — Игорь Шустов - 2010 — Партизаны - 2010 — Пожар — Эдуард Самойлов - 2010—2011 — Маруся — Иван - 2011 — Профиль убийцы — Анатолий Дмитриевич Губанов - 2011 — Люди Хэ — Владимир Тарарыкин - 2011—2012 — Катина любовь — Леонид Мартынов, архитектор - 2011—2018 — Универ. Новая общага — Павел Владимирович Зуев, ректор - 2012 — Уральская кружевница — Джино Мазини, модельер - 2013 — Море по колено - 2013 — Больше — Меньше — доктор - 2014 — Умельцы — Архипов, подполковник полиции, сообщник Устьянцевой - 2015 — Профиль убийцы 2 — Анатолий Дмитриевич Губанов - 2016 — Второе детство / Vtoroe detstvo — профессор Лопатков - 2016 — МиШура — Филин - 2018 — Доктор Котов — Геннадий Петрович Белов - 2019 — Туристическая полиция — Степан Редько - 2019 — Романс для валторны (короткометражка) — Нейгер - 2021 — Универ. 10 лет спустя — Павел Владимирович Зуев, отец Вари, тесть Майкла - 2021 — Историк — Парфёнов - 2024 — Универ. 13 лет спустя — Павел Владимирович Зуев, отец Вари, тесть Майкла - 2025 — Универ. Молодые — Павел Владимирович Зуев, ректор МВГУ (до конца 20 серии) |